# Robert III de La Marck
Pour les articles homonymes, voir Robert III et Robert de La Marck (homonymie).
Robert III de la Marck, dit Fleuranges, duc de Bouillon, seigneur de Sedan et de Fleuranges, né en 1491 et mort le 21 décembre 1536 à Longjumeau, est un important militaire français de la période des guerres d'Italie.

## Biographie

### Famille
Fils de Robert II de La Marck, duc de Bouillon, seigneur de Sedan et de Fleuranges, surnommé "le sanglier des Ardennes" et se faisant appeler "le jeune Adventureux", il fut l'un des plus proches compagnons de François Ier dans les dernières années de la vie de Louis XII, et resta proche de lui-même après l'accession de François au trône.
À l’âge de dix ans, il est envoyé à la cour de Louis XII. Il y est l’ami et le compagnon de jeux puis d’armes du duc d’Angoulême, le futur François Ier.
Très différent de son père, Robert II de La Marck, seigneur de Sedan, duc de Bouillon, qui avait montré le plus grand esprit d'indépendance à l'égard du roi de France, que ce fût Louis XII ou François Ier, comme aussi à l'égard de l'empereur Charles Quint. Et encore plus différent de son grand-oncle, Guillaume de La Marck, le Sanglier des Ardennes, qui opéra, pour le compte de Louis XI, la répression de la révolte des Liégeois.
Il épouse en 1510 Guillemette de Sarrebruck, comtesse de Braine, dame de Montagu, de Neufchâtel, de Pontarcy et de La Ferté-Gaucher († 1571), fille de Robert II, comte de Roucy et de Braine, nièce du Cardinal d’Amboise. Ils n’ont qu’un seul enfant, Robert IV de La Marck, duc de Bouillon et prince de Sedan, futur maréchal de France, né en 1512.

### Carrière militaire

#### Participation aux Guerres d'Italie
Après trois mois de mariage, il rejoint l’armée française dans le Milanais. Robert III participe à toutes les campagnes et s’illustre sous le nom de « Fleuranges l'Adventureux ». Avec une poignée d’hommes il prend Vérone.
Robert III de la Marck est ensuite envoyé en Flandre en 1512 pour prélever un corps de 10 000 hommes et revenir en Italie, à leur tête sous le commandement de son père. Après la Bataille de Ravenne, il participe à la prise d'Alessandria.
Les Français sont cependant défaits à Novare, et Robert III de la Marck s’échappe de justesse avec plus de quarante blessures. Il est sauvé par son père et envoyé à Verceil, et de là à Lyon.
En 1515, il retourne en Italie avec François Ier et se distingue à Marignan où il contribue à la victoire des Français : le roi l’adoube de sa propre main. Il prend Crémone, avant d’être appelé auprès de son père malade.

#### Insuccès diplomatique
En 1519, il est envoyé en Allemagne afin d’inciter les Princes-Électeurs à donner leurs voix à François Ier. Il échoue dans cette mission diplomatique difficile. Il est en 1520 présent lors de la rencontre entre François Ier et Henri VIII, au Camp du Drap d'Or.

#### Prisonnier de Charles Quint
À la reprise de la guerre en Italie, Robert III de la Marck attaque le Luxembourg pour le compte du Roi de France en échange de dix mille écus, une pension et vingt-huit hommes d'armes.
Il est fait prisonnier à la bataille de Pavie en 1525 et partage la captivité de François Ier.
L’empereur Charles Quint, irrité par la défection de son père, Robert II de La Marck, l’emprisonne en Flandre où il reste quelques années. Sur ordre impérial, l’écuyer tranchant Jean Bonnot et le capitaine  François de Maercke reçurent la somme de 202 livres 12 sols le 29 décembre 152 pour faire construire une cage de bois forte  destinée à enfermer le seigneur de florange la nuit. Après le traité de Madrid du 14 janvier 1526, Marguerite d’Autriche envoya de nouveau son écuyer tranchant, Jean Bonnot, et le capitaine de ses archers, François de Maercke, au château de l’Ecluse pour libérer le Maréchal de France de florange.
Pendant son emprisonnement, il est nommé  maréchal de France  et utilise son temps libre pour écrire son Histoire des choses mémorables advenues du règne de Louis XII et de François Ier, depuis 1499 jusqu'en l'an 1521. Dans cet ouvrage, il se désigne lui-même comme un jeune aventurier. Il y donne de nombreux détails curieux et intéressants sur l'époque, n'écrivant que ce qu'il a vu, dans un style très simple mais vivant. Le livre fut publié en 1735, par l'abbé Lambert, qui y ajouta des notes historiques et critiques, et fut réédité à plusieurs reprises.

#### Défenseur de Péronne
En 1536, il commande la place de Péronne alors que la ville est assiégée par les troupes de Charles Quint. La ville résista pendant un mois au bout duquel les armées impériales levèrent le siège. Le nord du royaume était momentanément libéré de la pression espagnole.
Il succède à la mort de son père, en novembre 1536 aux destinées du Duché de Bouillon et meurt peu après, le 21 décembre 1536. Il est enterré dans l'église Saint-Laurent de Sedan.